# 森田敏照
森田 敏照 (もりた としてる、1933年 - )は、大阪大学名誉教授。愛知県春日井市「石尾台おとなの学校」（地域の高齢者10人で構成する老人会）代表。

## 来歴
大阪府出身。大阪府立清水谷高等学校から、1955年大阪大学理学部生物学科卒業。1991年7月大阪大学教養部部長から1994年副学長就任し、退官後は大阪工業大学教授であった。

## 共編
- 『科学思想の系譜学』Minerva 21世紀ライブラリー、1994年、ミネルヴァ書房